# Crystle Stewart
Crystle Danea Stewart (sinh ngày 20 tháng 9 năm 1981) là một nữ hoàng sắc đẹp đến từ bang Texas, Mỹ.

## Tiểu sử
Crystle Stewart đã nhiều lần tham dự cuộc thi Miss Texas USA. Năm 2003, cô chỉ lọt vào bán kết. Năm 2004, cô tiếp tục tham dự và đoạt ngôi á hậu 3. Những nỗ lực liên tục của cô tại cuộc thi Miss Texas USA 2006 và 2007 đều chỉ dừng lại ở ngôi á hậu 1. Và cuối cùng, cô đã chiến thắng cuộc thi Miss Texas USA 2008 vào ngày 1 tháng 7 năm 2007 và giành quyền đại diện cho tiểu bang Texas tham dự cuộc thi Miss USA vào mùa xuân năm sau.

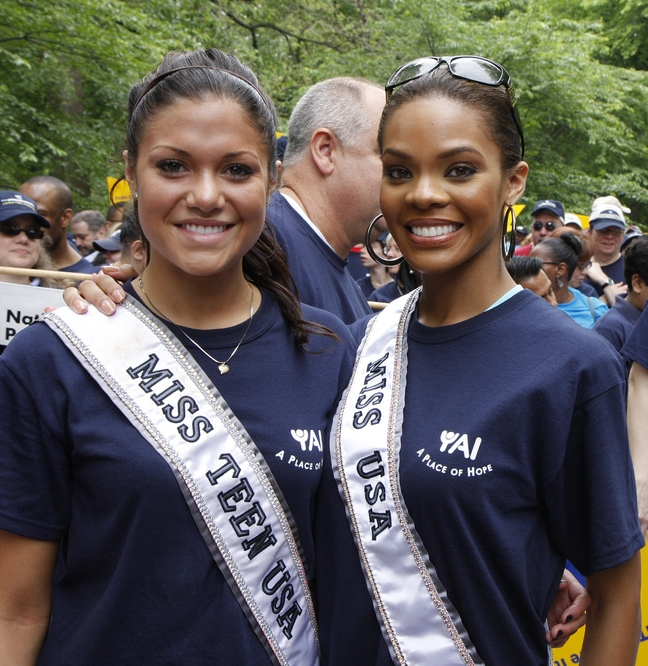
Crystle Stewart và Hilary Cruz, Miss Teen USA 2007

Ngày 11 tháng 4 năm 2008, cô đại diện cho bang Texas tham dự cuộc thi Miss USA 2008 diễn ra lại Las Vegas, Nevada. Cô xếp thứ 3 phần thi áo tắm, thứ 2 phần thi trang phục dạ hội và sau phần thi ứng xử, cô đã giành danh hiệu Miss USA. Với danh hiệu này, cô đại diện cho nước Mỹ tham dự cuộc thi Hoa hậu Hoàn vũ 2008 diễn ra tại Nha Trang, Việt Nam. Cô là người phụ nữ da đen thứ hai giành danh hiệu Miss Texas USA và là người phụ nữ da đen thứ hai liên tiếp (sau Rachel Smith) đăng quang Miss USA.

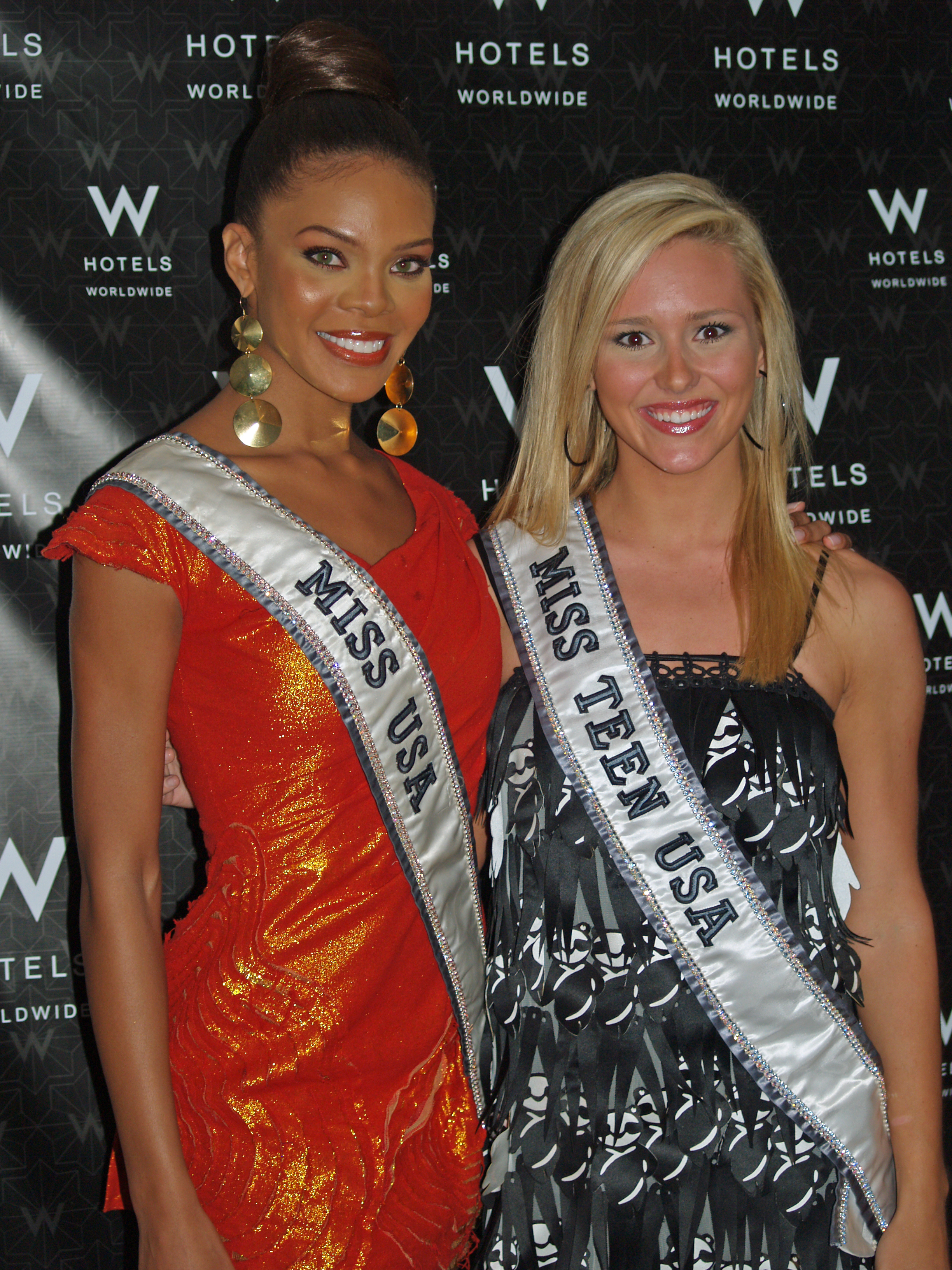
Stewart và Miss Teen USA 2008 Stevi Perry tại triển lãm Mercedes-Benz ở New York, tháng 9 năm 2008

Tại cuộc thi Hoa hậu Hoàn vũ 2008, Crystle Stewart là một trong những thí sinh nổi bật nhất với việc lọt vào top 5 cuộc thi "Nữ hoàng Vinpearl". Trong đêm chung kết, cô không may bị ngã tại phần thi trang phục dạ hội nên chỉ dừng lại ở top 10 người đẹp nhất. Đồng thời, cô cũng lặp lại phải điều không may từng xảy ra với người tiền nhiệm Rachel Smith, người cũng bị trượt ngã tại phần thi trang phục dạ hội của cuộc thi Hoa hậu Hoàn vũ 2007. Khi bị ngã, cô đã đứng dậy và tự vỗ tay khích lệ mình hoàn thành nốt phần thi.
Stewart đã tốt nghiệp Đại học Houston chuyên ngành khoa học khách hàng và sản phẩm. Ngoài ra cô còn là một người mẫu chuyên nghiệp và một giáo viên trong một gia đình có truyền thống bốn đời làm nhà giáo. Cô từng tham gia dạy học trẻ tự kỷ tại hạt Fort Bend, Texas. Crystle Stewart đã sở hữu một công ty riêng với tên gọi Inside/Out nhằm tổ chức các hoạt động xã hội và phát triển nhân cách cộng đồng.
Trên cương vị Miss USA, cô tham gia nhiều hoạt động xã hội khác nhau trong đó có việc tuyên truyền ngăn chặn bệnh ung thư vú.